# 布倫亨礁

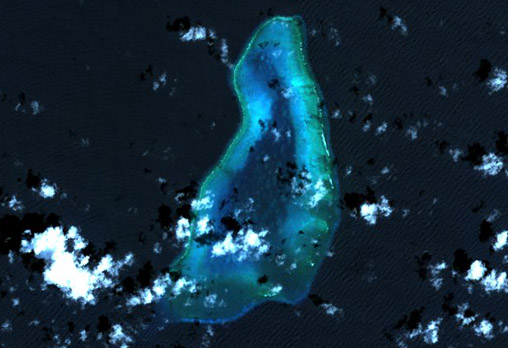
Landsat 7拍攝的布倫亨礁衛星圖像

布倫亨礁（英語：Blenheim Reef）是印度洋的環礁，屬於查戈斯群島的一部分，由英屬印度洋領地負責管轄，長11公里、寬4公里，面積36.8平方公里，潟湖面積8.5平方公里。整個環礁僅有東部的若干部分露出海面，島上無人居住。

## 外部連結
- further information (in German) （页面存档备份，存于）
- Indian Ocean Pilot

5°12′S 72°28′E / 5.200°S 72.467°E